# Takuya Muro
Takuya Muro (japanisch 室 拓哉 Muro Takuya; * 2. November 1982 in der Präfektur Osaka) ist ein japanischer Fußballspieler.

## Karriere
Muro erlernte das Fußballspielen in der Universitätsmannschaft der Kansai Gaidai University. Seinen ersten Vertrag unterschrieb er 2005 bei Okinawa Kariyushi FC. 2006 wechselte er zu Bay Olympic. 2007 wechselte er zum Zweitligisten Tokyo Verdy. 2008 wechselte er zum Ligakonkurrenten Sagan Tosu. 2011 wurde er mit dem Verein Vizemeister der J2 League und stieg in die J1 League auf. Für den Verein absolvierte er 106 Ligaspiele. 2014 wechselte er zum Zweitligisten Ōita Trinita. Ende 2014 beendete er seine Karriere als Fußballspieler.